# Giovanni Battista Pallavicino
Giovanni Battista Pallavicino (ur. w 1480 w Genui, zm. 13 sierpnia 1524 w Rzymie) – włoski kardynał.

## Życiorys
Urodził się w 1480 roku w Genui, jako syn Cipriana Pallavicina i Bianci Gattilusi. Studiował na Uniwersytecie Bolońskim i Padewskim, gdzie uzyskał doktorat utroque iure. Był dziekanem kapituły katedralnej w Ourense, a także protonotariuszem apostolskim. 22 listopada 1507 roku został wybrany biskupem Cavaillon. 1 lipca 1517 roku został kreowany kardynałem prezbiterem i otrzymał kościół tytularny Sant’Apollinare. Zmarł 13 sierpnia 1524 roku w Rzymie.